# Сфикийско езеро
Сфикийското езеро (на гръцки: Λίμνη Σφηκιά) е язовир в Южна Македония, Гърция.

## Местоположение
Езерото е разположено на река Бистрица (Алиакмонас), след големия язовир Полифитоско езеро в пролома на Бистрица между Каракамен и Фламбуро. Носи името на село Сфикия (Восово).